# Pediobius salicifolii
Pediobius salicifolii är en stekelart som beskrevs av Muhammad Sharif Khan 1996. Pediobius salicifolii ingår i släktet Pediobius och familjen finglanssteklar. Inga underarter finns listade i Catalogue of Life.